# Bistum Lae
Das Bistum Lae (lat.: Dioecesis Laënsis) ist eine in Papua-Neuguinea gelegene römisch-katholische Diözese mit Sitz in Lae. Ihr Gebiet ist die Provinz Morobe.

## Geschichte
Das Bistum Lae wurde am 18. Juni 1959 durch Papst Johannes XXIII. aus Gebietsabtretungen des Apostolischen Vikariates Alexishafen als Apostolisches Vikariat Lae errichtet. Am 15. November 1966 wurde das Apostolische Vikariat Lae durch Papst Paul VI. mit der Apostolischen Konstitution Laeta incrementa zum Bistum erhoben und dem Erzbistum Madang als Suffraganbistum unterstellt.

## Bischöfe von Lae
- Henry van Lieshout CMM, 1966–2007
- Christian Blouin CMM, 2007–2018
- Rozario Menezes SMM, seit 2018